# 萊克維尤海茨 (密蘇里州)
萊克維尤海茨（英語：Lakeview Heights）是位於美國密蘇里州本頓縣的非建制地區。

## 歷史
萊克維尤海茨的郵局於1932年設立，其後於1955年停運。

## 地理
萊克維尤海茨所處的海拔為高於海平面240米（即787英呎），而該地所採用的時區為UTC-6，即北美中部時區（CST）。同時該地設有夏令時間，為UTC-6調快一小時，即UTC-5（CDT）。